# Celeste Holm
Celeste Holm (29 de abril de 1917 – 15 de julho de 2012) foi uma atriz estadunidense de filmes, palco, e televisão.
Holm ganhou um Oscar por sua performance em Gentleman's Agreement (1947), e foi indicada por seus papeis em Come to the Stable (1949) e All About Eve (1950).

## Vida e carreira
Estudou arte dramática na Universidade de Chicago e estreou na Broadway em 1936. Assinou com a 20th Century Fox em 1946 e nesse mesmo ano atuou em seu primeiro filme, Three Little Girls in Blue. No terceiro filme em que participou, A luz é para todos (1947), ganhou o Oscar de melhor atriz coadjuvante e o Globo de Ouro de melhor atriz coadjuvante em cinema. Em 1948 atuou no clássico Na cova das serpentes, com Olivia de Havilland, que foi um dos primeiros a mostrar o drama daqueles que sofrem de doença mental. E, posteriormente, foi mais duas vezes indicada ao prêmio da Academia de Artes e Ciências Cinematográficas, como melhor atriz coadjuvante novamente, por Falam os sinos (1949) e A malvada (1950).
Dando preferência ao teatro, Celeste participou de poucos filmes nos anos 50, entre eles os musicais The Tender Trap (1955) e High Society (1956). Em 1954 conduziu programa próprio na  televisão, chamado Honestly Celeste. Nas últimas duas décadas, Celeste apareceu regularmente na televisão, em minisséries, filmes e seriados, como Falcon Crest em 1985. No cinema, durante esses períodos são notáveis também os seus desempenhos em As Aventuras de Tom Sawyer (1973) e Três solteirões e um bebê.
Possui estrela na Calçada da Fama, localizada no número 41 da Hollywood Boulevard.
Celeste Holm faleceu em 15 de julho de 2012, aos 95 anos.

## Filmografia
- Three Little Girls in Blue (1946)
- Carnival in Costa Rica (1947)
- Gentleman's Agreement (1947)
- Road House (1948)
- The Snake Pit (1948)
- Chicken Every Sunday (1949)
- A Letter to Three Wives (1949) (dublando "Addie Ross")
- Come to the Stable (1949)
- Everybody Does It (1949)
- Champagne for Caesar (1950)
- All About Eve (1950)
- The Tender Trap (1955)
- High Society (1956)
- Bachelor Flat (1962)
- Doctor, You've Got to Be Kidding! (1967)
- As Aventuras de Tom Sawyer (1973)
- Bittersweet Love (1976)
- The Private Files of J. Edgar Hoover (1977)
- Three Men and a Baby (1987)
- Still Breathing (1997)
- Broadway: The Golden Age, by the Legends Who Were There (2003) (documentário)
- Alchemy (2005)
- Driving Me Crazy (2009)
- My Guaranteed Student Loan (2009)